# Доннерджек
«Доннерджек» — науково-фантастичний роман, розпочатий американським автором Роджером Желязни та завершений після його смерті його співавторкою Джейн Ліндскольд. Був опублікований у 1997 році.
Початкова назва книги була «Доннерджек, з Вірту». Желязни планував її як першу частину трилогії, з продовженнями «Боги Вірту» і «Вірту, Вірту». Желязни написав кілька сотень сторінок першого роману і залишив докладні інструкції щодо його завершення, які виконала Ліндскольд, намагаючись зберегти оригінальний стиль. Опис віртуального світу Вірту розцінюється як прообраз сучасного Інтернету.
Роман перекладався польською (Норберт Радомські) і російською (В. Гольдіч, І. Оганесова) мовами.

## Сюжет
У «Доннерджеку» зображено світ, у якому було розроблено глобальну, всеохоплюючу середу віртуальної реальності із повним зануренням. Ця віртуальна реальність, яка називається Вірту, стала домінувати у всіх аспектах суспільства. Люди працюють, грають і можуть проживати все життя всередині Вірту.
Джон Доннерджек є одним із творців Вірту, інженером, здатним побудувати майже все, що потрібно у своїй віртуальній реальності. Роман розповідає про останню пригоду Джона, де він рятує свою кохану від самої смерті, та продовжується пригодами його сина Джека. Багато аспектів Доннерджека мають безпосередні паралелі з відомими міфами та легендами, зокрема тими, що відповідають теорії мономіфу Джозефа Кемпбелла.
Протягом усього роману мається на увазі, що, хоча людство сприймає це як симуляцію віртуальної реальності, Вірту може насправді бути незапланованим мостом до магічних світів, описаних у міфології.
Не дивлячись на назву, роман не пов'язаний з «Джеком з Тіні», написаним Желязни роками раніше.

## Критика
Kirkus Reviews визнали роман надскладним та таким, що потребує редагування, але наповненим ідеями.
SF Site дав йому позитивну оцінку. SF Reviews, навпаки, оцінив як 0/5: "жахливо".
1999 — номінація на ізраїльську премію «Геффен» у розділі «Перекладена книга НФ (США)».
2000 — номінація на польську премію «SFinks» у розділі «Іноземний роман року» (5 місце).